# Waakirchen
Waakirchen è un comune tedesco di 5 547 abitanti, situato nel land della Baviera; è gemellato con il comune di Bogliaco, BS; Italia.